# Wakefield (Míchigan)
Wakefield es una ciudad ubicada en el condado de Gogebic en el estado estadounidense de Míchigan. En el Censo de 2010 tenía una población de 1851 habitantes y una densidad poblacional de 83,28 personas por km².

## Geografía
Wakefield se encuentra ubicada en las coordenadas 46°28′34″N 89°56′1″O / 46.47611, -89.93361. Según la Oficina del Censo de los Estados Unidos, Wakefield tiene una superficie total de 22.23 km², de la cual 20.76 km² corresponden a tierra firme y (6.6%) 1.47 km² es agua.

## Demografía
Según el censo de 2010, había 1851 personas residiendo en Wakefield. La densidad de población era de 83,28 hab./km². De los 1851 habitantes, Wakefield estaba compuesto por el 96.81% blancos, el 0.05% eran afroamericanos, el 1.08% eran amerindios, el 0.43% eran asiáticos, el 0% eran isleños del Pacífico, el 0.49% eran de otras razas y el 1.13% pertenecían a dos o más razas. Del total de la población el 1.03% eran hispanos o latinos de cualquier raza.